# Alberto Tomba
Vous lisez un « bon article » labellisé en 2016.
Pour les articles homonymes, voir Tomba et La bomba (homonymie).
Alberto Tomba (surnommé La bomba), né le 19 décembre 1966 à San Lazzaro di Savena, est un skieur alpin italien en activité de 1986 à 1998.
Skieur spécialiste des disciplines techniques, il domine le géant et le slalom sur un plan mondial de la fin des années 1980 au milieu des années 1990.
Double médaillé d'or aux Jeux olympiques de Calgary 1988 en géant et slalom, Tomba devient quatre années plus tard à Albertville le premier skieur alpin à conserver un titre olympique en remportant le géant. Avec deux autres médailles olympiques (Argent en slalom à Albertville et Lillehammer) qui portent le total à cinq, il devient également le skieur alpin comptant le plus grand nombre de podiums aux Jeux avant d'être devancé quelques années plus tard par le Norvégien Kjetil André Aamodt.
Médaillé de bronze en slalom lors de sa première participation aux championnats du monde à Crans Montana en 1987, l'Italien reste longtemps en manque de réussite dans cette compétition. Au crépuscule de sa carrière, il s'adjuge les médailles d'or en géant et slalom lors des Mondiaux disputés à Sierra Nevada en 1996. Avec une nouvelle médaille de bronze obtenue en 1997 à Sestrières, il compte quatre médailles mondiales.
Surnommé « Tomba La Bomba » en raison de son style explosif et de sa personnalité exubérante, l'Italien possède l'un des plus beaux palmarès de son sport. Il remporte cinquante épreuves (35 en slalom et 15 en géant) en Coupe du monde de ski alpin au cours d'une carrière de douze années au plus haut niveau mondial. Vainqueur de huit globes de spécialité (quatre en géant et en slalom), il gagne le gros globe de cristal (classement général de la Coupe du monde) à l'issue de la saison 1994-1995 qui restera la meilleure de sa carrière. Il y remporte onze victoires dont sept slaloms d'affilée.
Skieur populaire en dehors des pistes, Tomba est aussi connu pour sa personnalité atypique. Citadin exubérant, parfois arrogant et volontiers blagueur dans un monde de montagnards purs réservés et taciturnes, l'Italien s'est forgé une réputation alimentée par de nombreuses frasques. Soutenu par de nombreux sponsors n'ayant souvent rien à voir avec le sport, il devient une véritable star du ski alpin.

## Biographie

### Premières années
Alberto Tomba naît dans une famille aisée de San Lazzaro di Savena, une commune située sur les hauteurs de Bologne dans une région qui n'est pas réputée pour être de tradition alpine. Très sportif, le jeune Italien se découvre très tôt une passion pour le ski. C'est ainsi que Franco, son père, riche négociant en textile, lui offre les services d'un professeur de ski particulier qui le suivra durant ses jeunes années à Cortina d'Ampezzo en la personne de Roberto Siorpaes, un ancien membre de l'équipe italienne de descente, une discipline dans laquelle Tomba refusera toujours de s'aligner en compétition déclarant qu'elle représenterait trop de risques pour peu de bénéfices d'autant que Maria Grazia, sa mère, serait terrifiée à l'idée de voir son fils concourir en descente.
Le jeune Italien intègre très tôt l'Arma dei Carabinieri et sera membre durant la majeure partie de sa carrière avec d'autres grands noms tels Michael Mair, Johann Passler où Andreas Zingerle de la section sports d'hiver du Centro sportivo Carabinieri basée à Val Gardena.

### 1983-1987: débuts prometteurs

#### De l'équipe C2 à l'équipe A
Après de très bonnes années junior qui le voient rapidement grimper les échelons, le jeune Alberto intègre l'équipe B italienne engagée en coupe d'Europe pour la saison 1984. Pendant près de deux ans, il réalise des performances notables en remportant trois victoires et impressionne lors des rassemblements avec l'équipe A par sa domination sur des skieurs bien plus expérimentés à l'occasion de certains entraînements chronométrés.
Alberto Tomba intègre l'équipe nationale A en fin de saison 1986. Pour ses premières épreuves de coupe du monde, le jeune Italien de 19 ans réalise de belles premières apparitions démontrant une polyvalence prometteuse. Figurant dans le top 10 dans trois disciplines malgré de gros dossards (sixième du super G de Whistler, neuvième du géant de Lake Placid et sixième du slalom d'Åre), il se classe cinquante-et-unième du classement général avec seulement quatre épreuves au compteur.

#### Première saison complète et révélation des mondiaux de Crans-Montana
Tomba monte d'un cran dès la saison suivante. Il est auteur d'un bon début de saison sur les disciplines techniques (malgré des départs avec des dossards élevés) marqué par son premier podium lors du premier des deux géants d'Alta Badia qu'il termine deuxième derrière son compatriote Richard Pramotton. Tomba enchaîne par la suite des performances régulières mais moins teintées de succès. Il crée la surprise à la mi-saison en remportant une médaille de bronze lors du géant des championnats du monde de Crans-Montana, devancé par les deux meilleurs skieurs de l'époque que sont le Suisse Pirmin Zurbriggen et le Luxembourgeois Marc Girardelli, . Auteur d'une bonne fin de saison malgré l'absence de podium, l'Italien termine dix-huitième au classement du super G, neuvième géantiste mondial, vingt-quatrième du classement du slalom et à la quinzième place du classement général.

### 1988: écrasante domination sur les épreuves techniques et doublé olympique à Calgary
Alberto Tomba explose véritablement dès la saison suivante en remportant sa première victoire en Coupe du monde lors du slalom de Sestrières au cours duquel, malgré le dossard 25, il domine le Suédois Jonas Nilsson et l'Autrichien Günther Mader. Deux jours plus tard, il réalise le doublé en remportant le géant au cours duquel il réalise l'un de ses rêves : dominer l'une de ses idoles, le Suédois Ingemar Stenmark. Largement dominateur en géant et slalom durant la suite de la saison, il s'installe en position de force au deuxième rang du classement général aux Jeux olympiques de Calgary avec sept victoires au compteur et fait figure d'épouvantail dans les disciplines techniques. Il remporte facilement le titre olympique du géant devant l'Autrichien Hubert Strolz et Pirmin Zurbriggen, . Deux jours plus tard, il remporte le slalom avec seulement six centièmes d'avance sur l'Allemand Frank Wörndl, le bronze échoie au skieur du Liechtenstein Paul Frommelt, . Il réalise à seulement 21 ans le doublé comme Ingemar Stenmark l'avait réalisé huit ans auparavant à Lake Placid. Encore dominateur sur les slaloms de Åre et Oppdal et auteur de bonnes performances en super G, l'Italien concurrence sérieusement Pirmin Zurbriggen, alternant avec le Suisse le leadership de la coupe du monde à tel point que Zurbriggen ne possède désormais que deux points d'avance sur l'Italien à deux courses de la fin de la saison. Un géant et un slalom organisés à Saalbach avantagent Tomba mais l'Italien, envahi par la pression, craque et abandonne lors des deux courses, ce qui permet à Pirmin Zurbriggen, troisième et quatrième, de devancer Tomba au classement général pour 29 points, . Extrêmement déçu, Tomba fort d'un palmarès qui l'a vu gagner six slaloms et trois géants remporte ses premiers globes du géant et du slalom.
En dehors des pistes, où il sait allier technique et agressivité, Alberto Tomba se forge une réputation de play-boy parfois sulfureuse et détonne dans un milieu où les champions sont souvent réputés froids et taciturnes. Le voilà maintenant affublé d'un surnom à double signification qui le suivra à jamais : « la bomba ». À Calgary, il alimente les rumeurs : son père lui aurait promis une Ferrari en cas de succès olympique. En outre, il offre publiquement un bouquet de fleurs ainsi qu'un poster dédicacé à son effigie et promet une de ses médailles d'or en cas de défaite à la patineuse Est-Allemande Katarina Witt, dont il se dit l'un des plus grands admirateurs,.

### 1989-1991: olympiade faite de hauts et de bas

#### Difficile confirmation
En 1988-1989, Tomba, exceptionnel la saison précédente mais quelque peu marqué par son échec au général, cède au star-system et ne confirme pas. S'il reste toujours présent dans les super G et disciplines techniques, il ne signe en début de saison que deux podiums dont une victoire en slalom sur l'une de ses pistes fétiches de Madonna di Campiglio devant Marc Girardelli et l'Autrichien Tritscher. Délesté d'un surpoids de deux kilos à la suite d'un important travail physique durant les fêtes, Tomba fait illusion durant le mois de janvier avec quatre nouveaux podiums en slalom (deuxième à Kitzbühel et Wengen) et en géant (troisième à Kirchberg in Tirol et Adelboden), mais il déçoit lors des Championnats du monde disputés à Vail en terminant sixième du super G et septième du géant. Décevant en fin de saison où il ne signe qu'un podium en slalom à Furano, deuxième derrière Ole Kristian Furuseth), Tomba est dominé pour cinq points au classement du slalom par le surprenant Allemand Armin Bittner mais aussi plus largement au classement du géant dont il termine septième. Il ne conserve pas ses globes mais termine troisième du classement général derrière Marc Girardelli et Pirmin Zurbriggen.
Au terme de cette saison difficile durant laquelle il fut souvent objet de vives critiques de la part de la presse de son pays lui reprochant de ne pas confirmer les espoirs placés en lui, et ne se sentant pas suffisamment soutenu par sa fédération, Tomba décide après une longue réflexion de quitter le giron fédéral et de créer sa propre structure, en prenant comme entraîneur la légende italienne Gustav Thöni et en s'entourant de personnes de confiance.

#### Retour gâché par une blessure
Très motivé dans le but de retrouver le chemin du succès, Tomba débute honorablement la saison 1989-1990. Auteur de belles places d'honneur, Tomba signe la onzième victoire de sa carrière lors du slalom disputé à Waterville Valley devant ses rivaux Pirmin Zurbriggen et Marc Girardelli. Mais l'Italien, tout comme Girardelli, chute lourdement un mois plus tard lors du super G de Val-d'Isère et se fracture la clavicule. Absent plusieurs semaines et touché moralement, il décide durant sa convalescence de ne plus prendre part à une épreuve de vitesse. L'Italien décide aussi de passer outre aux conseils des médecins et de son entourage qui préféreraient ne plus le voir disputer de courses de la saison afin de se préparer au mieux pour l'année suivante. Il revient en signant en slalom une deuxième place à Veysonnaz derrière Armin Bittner et deux victoires dans la foulée à Geilo devant Tritscher et Nilsson et à Sälen devant l'Autrichien Rudolf Nierlich et Bittner qui lui permettent de finir à la troisième place du classement de la spécialité. Il termine en outre neuvième du général malgré seulement six courses disputées.

#### Retour au premier plan
En 1990-1991, Alberto Tomba marque les esprits dès le début de saison en remportant trois courses d'affilée. Dominateur en géant, Tomba se trouve un rival de choix en slalom en la personne de Marc Girardelli qui le domine régulièrement. Le Luxembourgeois très régulier dans les quatre disciplines domine largement le général. Seul Tomba parvient à lui résister quelque peu, l'Italien aborde les championnats du monde de Saalbach à la deuxième place du général à plus de 100 points de Girardelli. Favori du géant dont il est très large leader, il échoue en sortant du second tracé alors qu'il avait largement dominé la première manche,  et termine quatrième du slalom remporté par son rival luxembourgeois, . À la suite de ces deux échecs, Tomba va réaliser une fin de saison tonitruante qui le voit remporter trois géants et signer un podium en slalom, . Ce retour n'est malheureusement pas suffisant et Tomba échoue au classement général à seulement 20 points de Marc Girardelli pourtant moins à son aise en fin de saison. L'Italien remporte en outre son deuxième globe de cristal du géant devant Rudolf Nierlich et Marc Girardelli et termine sixième du classement du slalom remporté par Marc Girardelli.

### 1992: grande saison et nouveau titre olympique
Alberto Tomba, malgré des problèmes récurrents de forme et de poids, joue surtout en 1992 sur sa classe naturelle et sa confiance qui lui confèrent une marge sur ses adversaires. L'Italien domine largement la première partie de la saison dans les disciplines techniques, ne quittant quasiment pas les podiums (13) et remportant deux géants et cinq slaloms. Il se heurte cependant pour le classement général à la régularité d'un nouveau venu en la personne du Suisse Paul Accola dont la polyvalence permet de marquer des points dans toutes les disciplines.

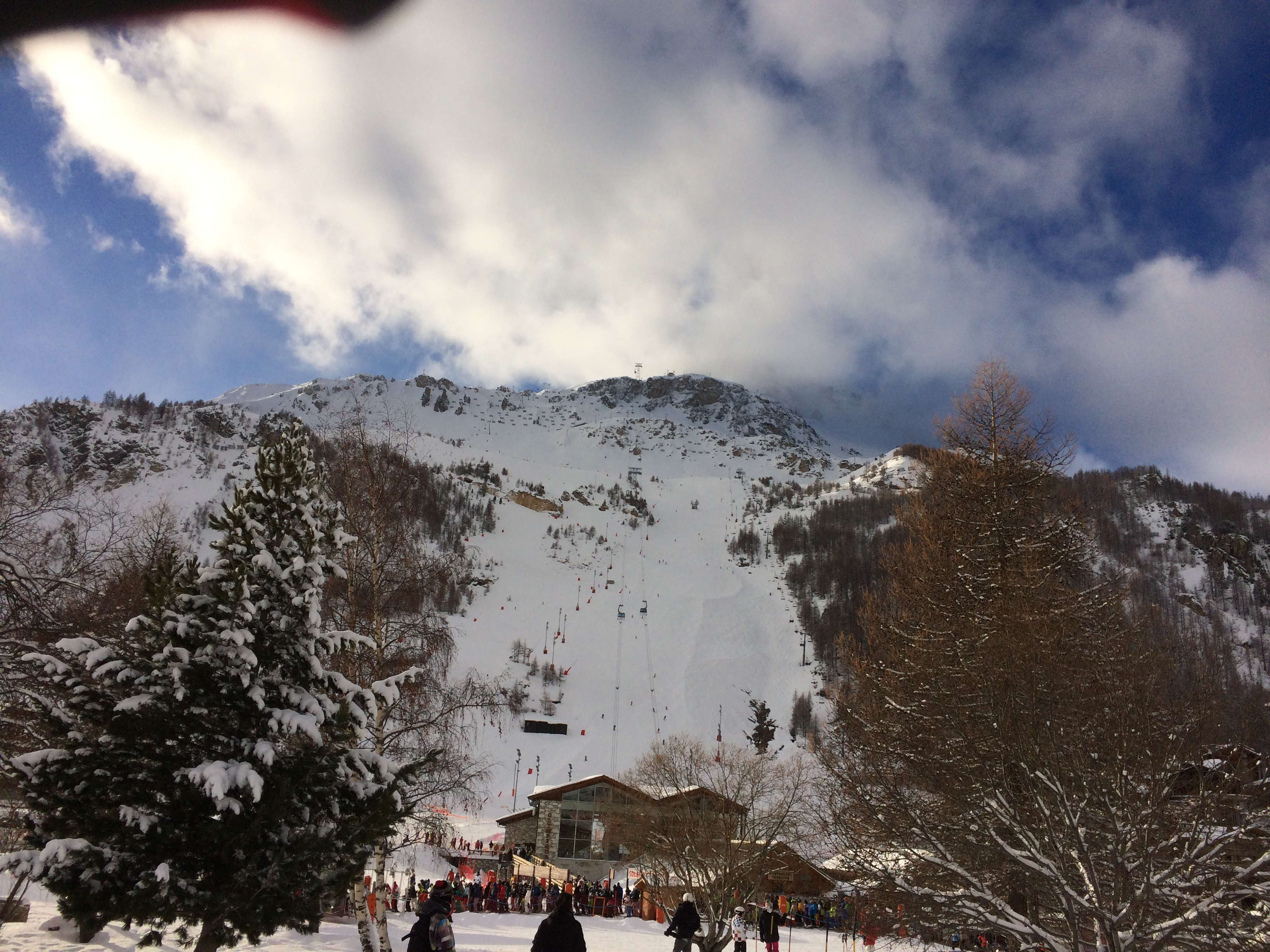
La face de Bellevarde où Alberto Tomba est parvenu à conserver le 19 février 1992 son titre olympique du géant.

Aux Jeux olympiques d'Albertville, Alberto Tomba est désigné porte-drapeau de la délégation italienne et se présente en favori du slalom et du géant dont il domine les classements. L'Italien parvient à réaliser un exploit en domptant la face de Bellevarde lors du géant qu'il domine devant le Luxembourgeois Marc Girardelli et le Norvégien Kjetil André Aamodt. En effet, il devient ainsi le premier skieur alpin à conserver son titre olympique dans une discipline, . Le dernier jour de compétition, Tomba échoue de 28 centièmes lors du slalom disputé aux Ménuires, remporté par le Norvégien Finn Christian Jagge, . Auteur d'une belle fin de saison qui le voit gagner en géant et en slalom à Crans-Montana, l'Italien termine au deuxième rang du classement général devancé largement par son ami Accola qui a profité toute la saison de sa polyvalence, et remporte ses quatrième et cinquième globes de spécialité en slalom devant Accola et Jagge et en géant devant les Suisses Hans Pieren et Accola. L'Italien dispute en outre à Morioka son premier super G depuis celui de Val-d'Isère où il s'était blessé sérieusement lors de tests sur la piste des futurs mondiaux. Une course qu'il termine dans le top 15.
Cette saison confirme le statut de Tomba de star du ski alpin. Les médias se plaisent à suivre les faits et gestes d'une personnalité atypique à la vie exubérante. Tantôt arrogant, exubérant ou blagueur, il n'hésite pas, par pure provocation et en pleine compétition durant les Jeux olympiques, à afficher sa réputation de fêtard et de séducteur, se plaisant à parler de « Jeux d'Albertoville »,.

### 1993-1994: une route difficile vers l'apothéose

#### Recul dans la hiérarchie
1992-1993 marque un net recul dans les performances d'Alberto Tomba. Quelque peu grisé par sa domination dans les disciplines techniques et son année olympique quasi parfaite, il se donne moins de mal à l'entraînement. Bien que toujours présent avec neuf podiums, il ne signe qu'une victoire en slalom à Garmisch où il domine Aamodt et Stangassinger. Souffrant d'une fièvre , Tomba fait le choix la mort dans l'âme de ne pas prendre le départ du géant et enfourche durant la première manche du slalom des mondiaux de Morioka ou il ambitionnait de remporter le titre mondial qui manque à son palmarès , . L'Italien perd en outre ses globes de spécialité au profit des Scandinaves Kjetil Andre Aamodt en géant et Thomas Fogdö en slalom et termine cinquième du classement général.

#### À la peine en géant, meilleur slalomeur du monde et nouvelle médaille olympique
En 1993-1994, Tomba, maintenant âgé de 27 ans, déclare avoir axé toute sa préparation dans l'objectif de remporter une troisième médaille d'or olympique quitte à laisser de côté les épreuves de Coupe du monde . Il n'en réalise pas moins une meilleure saison. Moins fort en géant où il ne signe que deux podiums, l'Italien est excellent en slalom où il enquille les épreuves avec des performances de premier plan (six podiums en huit courses) remportant quatre victoires.
Il aborde les Jeux olympiques de Lillehammer quasiment assuré du globe du slalom et largement favori au titre dans la discipline, avec des réserves toutefois en géant dont il est pourtant double champion olympique en titre. Elles se confirment le jour du géant au cours duquel il n'est pas dans le rythme (treizième du premier tracé), il est disqualifié au terme de la seconde manche d'une épreuve dominée par Markus Wasmeier,  et se concentre pour le slalom. Lors du slalom disputé le dernier jour, c'est une nouvelle déconvenue pour Tomba après une première manche où il déçoit en étant seulement douzième. Il parvient cependant à se ressaisir et au terme d'une seconde manche engagée, il dira avoir évacué toute sa frustration. Il arrache la médaille d'argent à seulement quinze centièmes de l'Autrichien Thomas Stangassinger, , lui permettant de devenir à l'époque, avec cinq médailles, le skieur le plus médaillé aux Jeux olympiques. Après une fin de saison qui confirme son recul en géant, discipline dans laquelle il termine modeste onzième d'un classement remporté par Christian Mayer, l'Italien remporte un nouveau globe du slalom, son troisième, devant Thomas Stangassinger et Jure Kosir. Il termine en outre à la troisième place du classement général derrière Kjetil Andre Aamodt et Marc Girardelli.
Lors de cette saison, il déclare en marge des Jeux olympiques souhaiter remporter enfin le classement général et que sa carrière prendrait certainement fin à l'issue des championnats du monde prévus l'année suivante à Sierra Nevada.

### 1995: vainqueur du«gros globe»
| Classement général 1995 |              |
| Nom                     | Total        |
| Alberto Tomba           | 1 150 points |
| Günther Mader           | 775 points   |
| Jure Košir              | 760 points   |

Alors que la fin de règne semblait proche au début de la saison 1994-1995, Alberto Tomba mieux préparé physiquement retrouve la motivation et surprend tous les observateurs comme à la grande époque. Il marque la saison en battant de nombreux records. Redevenu dominateur dès le début de saison, il remporte onze victoires parmi lesquelles sept slaloms d'affilée à l'issue de l'étape de Wengen. 
Parmi ces victoires, la plus significative a lieu en Autriche lors du slalom de Lech am Arlberg, course qui voit l'Italien sortir du tracé à quelques portes de l'arrivée, se récupérer et revenir dans le rythme pour l'emporter donnant ainsi lieu à une scène résumant bien la personnalité d'Alberto Tomba, qui déclare aux médias à l'issue de la course « La prochaine fois peut-être m'arrêterais-je pour boire un Capuccino ». Ces performances de premier plan lui permettent de remporter pour la première fois le classement général de la coupe du monde de ski alpin avec près de 400 points d'avance sur Günther Mader et le Slovène Jure Kosir. Il remporte en outre ses septième et huitième globes de spécialité en géant et en slalom. Il devient ainsi l'un des très rares skieurs à remporter le classement général en ne disputant que deux disciplines sur les cinq au programme, comme le fera après lui Luc Alphand en 1997 avec la descente et le super G, et de la même manière, en accumulant les victoires (Tomba établit notamment un record de sept slaloms remportés à la suite) et en ne quittant pas les podiums du début à la fin de la saison.
Cette saison triomphante est aussi marquée par l'annulation des championnats du monde de ski alpin prévus à Sierra Nevada, finalement reportés à l'année suivante, ce qui déçoit fortement Tomba : « Je suis vraiment très déçu. Avec ma forme actuelle, je pouvais espérer plusieurs médailles. Je n'ai décidément pas de chance avec les Mondiaux ».

### 1996: champion du monde et dans la légende des grands techniciens
En 1995-1996, les résultats d'Alberto Tomba en première partie de saison sont mitigés. L'Italien, bien que tutoyant toujours le haut niveau, est largement dominé en géant (où il ne signe que deux podiums) par le Suisse Michael von Grünigen qui enchaîne les victoires et se retrouve sérieusement accroché dans sa discipline de prédilection, le slalom, malgré cinq podiums dont trois victoires par le jeune Français Sébastien Amiez , très régulier.
Il aborde les championnats du monde disputés à la Sierra Nevada au cœur d'une polémique. En effet l'Italien avait ouvertement critiqué le choix du pays organisateur en déclarant que « skier en Espagne, équivaut à skier au Maroc ». Se confondant en excuses les jours suivants, Tomba sait qu'il sera mal accueilli en Espagne. De plus, son niveau sportif interroge : en retrait en géant et deuxième du classement du slalom, nombreux sont ceux qui avancent que l'Italien aura du mal à accrocher le titre mondial qui manque à son palmarès, lui-même déclarant qu'il ne peut rien promettre. Et pourtant, lors du géant, Tomba parvient au terme des deux manches et malgré une grosse faute d'intérieur lors de la seconde manche qui lui fait perdre une partie de son avance au premier intermédiaire à remporter son premier titre mondial devant les Suisses Urs Kälin et Michael von Grünigen, . Transfiguré par cet exploit, l'Italien confirme deux jours plus tard en réalisant le doublé au terme du slalom où il devance Mario Reiter et von Grünigen, . Ce doublé permet à Tomba de rentrer dans le cercle des skieurs qui ont tout gagné en slalom et en géant, plus le général aux côtés d'Ingemar Stenmark et Jean-Claude Killy. Auteur d'une bonne fin de saison, l'Italien ne parvient pas à ravir le globe du slalom à Sébastien Amiez pour une poignée de points, . Il termine huitième du classement du géant et cinquième du classement général remporté par le Norvégien Lasse Kjus.

### 1997-1998: lent déclin marqué de coups d'éclat et retraite dans la gloire

#### Le déclin s'amorce

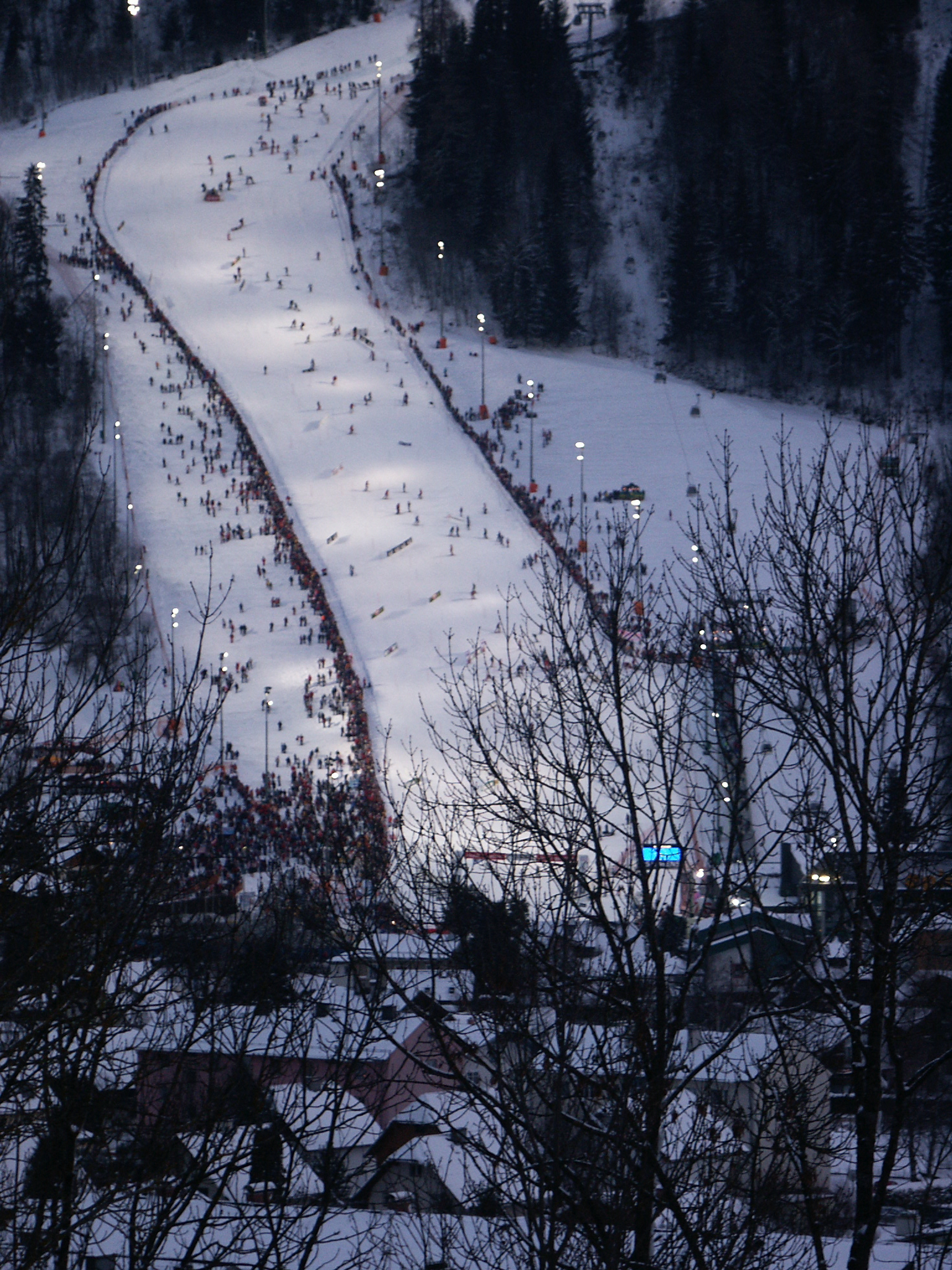
Alberto Tomba réalisera quelques-uns de ses derniers faits d'armes sur la « Planaï » à Schladming.

Les résultats en 1996-1997 amorcent le début d'une période de déclin pour Alberto Tomba maintenant âgé de 30 ans. Tout en faisant toujours illusion en slalom où il fait toujours partie des meilleurs bien que moins à son aise, l'Italien est dominé par le Suisse Michael von Grünigen et plusieurs skieurs en géant. Après un début de saison qui voit Alberto Tomba signer essentiellement en slalom plusieurs podiums (deuxième à Madonna di Campiglio et à Kitzbühel) dont sa quarante-huitième victoire un peu acquise à la surprise générale lors de la première édition du slalom nocturne de Schladming où il devance Stangassinger et Amiez, l'Italien aborde les championnats du monde de ski alpin 1997 disputés à domicile à Sestrières fragilisé mais remis en confiance par sa récente victoire. Disqualifié en géant, l'Italien accroche le bronze en slalom au terme d'une très bonne seconde manche mais loin de Tom Stiansen et Sébastien Amiez, . Concluant l'année par un nouveau podium en slalom à Vail (troisième), Tomba termine la saison au cinquième rang du classement du slalom loin des Autrichiens dominateurs Thomas Sykora et Thomas Stangassinger. Vingt-cinquième, il quitte le top 10 du général pour la première fois depuis 1987. L'Italien annonce à l'issue de sa saison que 1998 serait sa dernière saison.

#### Dernière saison
Pour son dernier hiver de compétition, Tomba ne parvient pas à obtenir des résultats probants en début de saison. C'est surtout en janvier qu'un déclic s'opère pour l'Italien qui signe coup sur coup son premier podium depuis deux ans en géant à Saalbach (deuxième derrière Hermann Maier) et sa quarante-neuvième victoire acquise avec maestria comme l'année précédente dans la nuit surchauffée de Schladming devant Thomas Sykora et Hans-Petter Buraas et 30 000 spectateurs. Ce double résultat remet l'Italien en confiance au moment d'aborder les Jeux olympiques de Nagano qui marqueront finalement son véritable déclin et se concluront par un abandon dans le géant (malgré le meilleur temps intermédiaire en première manche) et un forfait avant la seconde manche du slalom. Souhaitant quitter la scène mondiale sur une meilleure image, l'Italien sera l'auteur d'une fin de saison à la hauteur du mythe qu'il incarne. Tomba quitte le cirque blanc dans la gloire d'une cinquantième victoire lors du slalom des finales à Crans-Montana, onze ans après le podium mondial qui le révéla dans la même station, accompagné sur le podium de deux champions olympiques norvégiens Hans-Petter Buraas et Finn-Christian Jagge. Il termine sa dernière saison au septième rang du classement du slalom et quatorzième du classement général.
Après douze années de cirque blanc, il annonce sa retraite effective le 3 octobre 1998 fort du deuxième plus grand palmarès des spécialistes de disciplines techniques derrière Ingemar Stenmark, avec au moins une victoire par saison.

### Après-carrière
Alberto Tomba fait l'objet avec son père Franco d'une enquête du fisc italien pour non-déclaration d'une partie de ses revenus (environ 11 millions d'euros), de 1990 à 1996. En janvier 2002, il est acquitté après avoir remboursé 5 millions d'euros, mais son père Franco est condamné à 16 mois de prison avec sursis.
Cependant, sa renommée n'est pas entachée puisque Alberto Tomba, qui lance un parfum au nom provocateur d'« Indecente » (Indécent), est l'un des artisans en tant qu'ambassadeur avec la skieuse de fond Stefania Belmondo de la candidature de Turin, ville organisatrice des Jeux olympiques d'hiver de 2006. Pressenti avant la cérémonie d'ouverture pour embraser la flamme olympique dans le stade olympique de Turin, il assure le premier relais et laisse finalement cet honneur à Stefania Belmondo.
Il joue le rôle principal du film Alex l'ariete en 2000 au côté de Michelle Hunziker et Corinne Cléry. Huit ans plus tard, une biographie autorisée de Tomba écrite en collaboration avec la journaliste Lucilla Granata est publiée.

## Caractéristiques et personnalité
Skieur très athlétique au gabarit imposant (1,82 mètre pour 92 kg), Alberto Tomba s'est très vite démarqué dans les disciplines techniques par son style explosif et agressif qui ne pardonne pas la moindre erreur autant que par son caractère affirmé et ses phrases parfois bien choisies. « Je bénéficie d'une puissance de 50 watts, contre 15 à 20 pour une personne normale. Si on branchait un fil sur moi, je pourrais illuminer tout un supermarché », expliqua-t-il après des tests médicaux poussés. Il est à la fois capable de courir le 100 mètres en moins de 12 secondes quand il est en grande forme et de certains manquements aux règles de la diététique pour un sportif de haut niveau ; ainsi son poids dépassait souvent les 90 kilos.
Souvent victime de ses écarts et de sa popularité, Tomba décide à la fin de la saison 1989 et avec l'aval de la fédération italienne de créer sa propre structure autour de lui à l'instar d'autres skieurs tels que Marc Girardelli et Ingemar Stenmark. Il est entouré jusqu'à la fin de sa carrière par son entraîneur et adjoint Gustav Thöni, vainqueur à quatre reprises du classement général dans les années 70, d'un préparateur physique, d'un manager et d'un technicien dépêché par la marque Rossignol qui l'équipe depuis ses débuts et à laquelle il reste fidèle durant toute sa carrière. Cette équipe resserrée va aider le skieur italien à se reconstruire un physique et à apprivoiser son ski afin d'atteindre ses objectifs sans pour autant brider sa personnalité atypique.
Alberto Tomba est aussi une véritable star d'un sport qui en produisait très peu auparavant. Il a ainsi posé, tel un homme d'affaires, les bases de l'économie moderne du ski alpin comme on la voit encore dans les années 2010. L'Italien fut ainsi suivi contractuellement par de nombreux sponsors aux secteurs d'activité variés qu'ils soient sportifs, tels que Rossignol (qui le fournissait en skis, fixations Look et chaussures de skis Lange), ou Fila (fournisseur officiel des combinaisons de l'équipe italienne de ski alpin) ou extra-sportifs avec Barilla (dont le logo était visible sur son bandeau) ou encore les groupes FIAT et Audemars Piguet lui permettant d'être l'un des sportifs les mieux payés de son époque avec un peu plus de sept millions d'euros par an durant ses meilleures années.
Autant connu pour ses frasques que pour son talent sur les pistes et dans les affaires, Tomba a longtemps durant sa carrière représenté le stéréotype du macho italien en mettant en avant de façon parfois exagérée de nombreux clichés tels que la virilité, l'exubérance voire l'arrogance ainsi qu'un côté volontiers théâtral et blagueur jusqu'à intéresser même certains réalisateurs. Capable de s'exprimer en français et en anglais en dehors de sa langue maternelle, il fut aussi le seul skieur qui ne parlait pas allemand dans une équipe italienne où les skieurs venus du Trentin-Haut-Adige étaient légion. En dehors de ces traits de caractère, Tomba savait aussi faire preuve du plus grand sérieux notamment dans l'approche technique de son sport. Réputé comme étant un très bon metteur au point, il était en contact régulier avec les ingénieurs de Rossignol dans l'objectif de faire évoluer son matériel vers plus de performance.

## Palmarès

### Jeux olympiques d'hiver
Alberto Tomba a participé à quatre Jeux olympiques, obtenant au moins une médaille dans trois d'entre eux. À Calgary en 1988, le jeune Italien âgé de 21 ans, qui ne compte alors que peu d'expérience mais beaucoup de victoires, n'est nullement touché par la pression inhérente à la course d'un jour. Engagé en super-G, géant et slalom, il abandonne dans la première et remporte l'or dans les deux dernières disciplines et rejoint Toni Sailer, Jean-Claude Killy et Ingemar Stenmark au palmarès des skieurs ayant réalisé avant lui ce doublé. Ils seront rejoints par la suite par Benjamin Raich.
Quatre ans plus tard en 1992, Tomba, devenu entre-temps véritable star de son sport, aborde les épreuves d'Albertville avec l'objectif assumé de devenir le premier skieur à conserver un titre. Tenant du titre en géant et slalom, l'Italien dispose de deux occasions pour y parvenir, ce qu'il réussira dès sa première course en dominant le géant devant Marc Girardelli et Kjetil Andre Aamodt. Dominé en slalom trois jours plus tard par le Norvégien Finn-Christian Jagge, il devient aussi le premier skieur à remporter deux médailles dans la même épreuve lors de deux Jeux olympiques différents.
En 1994 à Lillehammer, Alberto Tomba disqualifié en géant échoue dans son objectif de remporter trois titres olympiques d'affilée dans une même discipline. L'argent du slalom quelques jours plus tard derrière Thomas Stangassinger au terme d'une belle remontée de onze places ne suffit pas totalement à son bonheur mais il devient, grâce à cette performance, le tout premier skieur à remporter trois médailles sur une même discipline lors de trois Jeux différents, exploit que seul le Norvégien Kjetil Andre Aamodt parviendra à réaliser. L'Italien profite du rapprochement de deux ans entre Albertville et Lillehammer afin que Jeux olympiques d'été et Jeux olympiques d'hiver soient espacés de deux ans.
En 1998 pour ses quatrièmes Jeux olympiques à Nagano, Tomba, alors sur le déclin depuis près d'un an, abandonne en géant (malgré le premier intermédiaire à mi-course) et en slalom.
| Épreuve / Édition | Calgary 1988 | Albertville 1992 | Lillehammer 1994 | Nagano 1998 |
| ----------------- | ------------ | ---------------- | ---------------- | ----------- |
| Slalom géant      | Or           | Or               | Dq.              | Ab.         |
| Slalom            | Or           | Argent           | Argent           | Ab.         |
| Super-G           | Ab.          | -                | -                | -           |

### Championnats du monde
Alberto Tomba a participé à six championnats du monde. Médaillé surprise lors de sa première participation en 1987 derrière les deux meilleurs skieurs de l'époque que sont Pirmin Zurbriggen et Marc Girardelli et souvent peu en réussite par la suite, Tomba devra attendre la fin de sa carrière pour remporter en 1996 sur les pentes espagnoles de la Sierra Nevada sa première médaille d'or lors du géant au cours duquel, malgré une faute d'intérieur en haut du tracé, il domine pour devancer Urs Kaelin et le favori de l'époque Michael von Grünigen. Ce titre lui permet de rentrer dans la légende des skieurs qui ont tout gagné. Il fera même mieux quelques jours plus tard en réalisant le doublé en slalom devant Mario Reiter et von Grünigen rejoignant ainsi Jean-Claude Killy et Ingemar Stenmark au palmarès des skieurs qui ont tout gagné dans les deux disciplines techniques en termes de globes, médailles d'or mondiales et olympiques ajoutant aussi le général,,.
Lors de ses derniers mondiaux disputés à Sestrières, Tomba en retrait échoue en géant mais termine, à l'issue d'une belle seconde manche, médaillé de bronze du slalom derrière Tom Stiansen et Sébastien Amiez.
| Épreuve / Édition | Crans Montana 1987 | Vail 1989 | Saalbach 1991 | Morioka 1993 | Sierra Nevada 1996 | Sestrières 1997 |
| ----------------- | ------------------ | --------- | ------------- | ------------ | ------------------ | --------------- |
| Slalom géant      | Bronze             | 7e        | Ab.           | -            | Or                 | Ab.             |
| Slalom            | -                  | -         | 4e            | Ab.          | Or                 | Bronze          |
| Super G           | 14e                | 6e        | -             | -            | -                  | -               |

### Coupe du monde
- Vainqueur du classement général en 1995
- 8 petits globes de cristal :
  - Vainqueur de la coupe du monde de géant en 1988, 1991, 1992 et 1995
  - Vainqueur de la coupe du monde de slalom en 1988, 1992, 1994 et 1995
- 88 podiums :
  - 50 victoires (15 géants et 35 slaloms)
  - 26 deuxièmes places (11 en géant et 15 en slalom)
  - 12 troisièmes places (5 en géant et 7 en slalom)

#### Différents classements en coupe du monde
Régulier toute sa carrière dans les disciplines techniques (neuf années d'affilée dans les dix premiers du général), l'Italien remporte huit globes de spécialité (quatre en géant et quatre en slalom). Il est seulement devancé par Stenmark (16), Zurbriggen (12), Girardelli (10), Maier (10) et Aksel Lund Svindal (9).
C'est en 1995 que l'Italien est à l'apogée de sa carrière et remporte le classement général, devenant ainsi le troisième Italien à réaliser cette performance après Gustav Thöni et Piero Gros eux aussi grands techniciens de cette période.
| Année/Classement | Général | Général | Descente | Descente | Super G | Super G | Géant  | Géant  | Slalom | Slalom | Combiné | Combiné |
| Année/Classement | Class.  | Points  | Class.   | Points   | Class.  | Points  | Class. | Points | Class. | Points | Class.  | Points  |
| ---------------- | ------- | ------- | -------- | -------- | ------- | ------- | ------ | ------ | ------ | ------ | ------- | ------- |
| 1986             | 51e     | 31      | -        | -        | 19e     | 10      | 23e    | 11     | 39e    | 10     | -       | -       |
| 1987             | 15e     | 76      | -        | -        | 18e     | 15      | 9e     | 52     | 24e    | 12     | -       | -       |
| 1988             | 2e      | 281     | -        | -        | 8e      | 29      | 1er    | 82     | 1er    | 170    | -       | -       |
| 1989             | 3e      | 189     | -        | -        | 7e      | 37      | 2e     | 40     | 2e     | 112    | -       | -       |
| 1990             | 9e      | 116     | -        | -        | -       | -       | 14e    | 21     | 2e     | 95     | -       | -       |
| 1991             | 2e      | 222     | -        | -        | -       | -       | 1er    | 152    | 6e     | 70     | -       | -       |
| 1992             | 2e      | 1 362   | -        | -        | 43e     | 22      | 1er    | 520    | 1er    | 820    | -       | -       |
| 1993             | 5e      | 817     | -        | -        | -       | -       | 2e     | 381    | 2e     | 436    | -       | -       |
| 1994             | 3e      | 822     | -        | -        | -       | -       | 11e    | 282    | 1er    | 540    | -       | -       |
| 1995             | 1er     | 1 150   | -        | -        | -       | -       | 1er    | 450    | 1er    | 700    | -       | -       |
| 1996             | 5e      | 766     | -        | -        | -       | -       | 8e     | 276    | 2e     | 490    | -       | -       |
| 1997             | 25e     | 352     | -        | -        | -       | -       | -      | -      | 5e     | 352    | -       | -       |
| 1998             | 14e     | 290     | -        | -        | -       | -       | 13e    | 171    | 7e     | 290    | -       | -       |

#### Détail des victoires
Alberto Tomba remporte ses premières victoires lors de la saison 1988 en slalom et géant. S'exprimant durant toute sa carrière uniquement dans ces deux disciplines, il remportera 50 victoires. Il est seulement devancé par Ingemar Stenmark et Hermann Maier. Avec 35 victoires en slalom, Tomba est le deuxième slalomeur le plus victorieux derrière Stenmark (40). Quinze fois vainqueur en géant, il occupe la cinquième place derrière encore Stenmark (46), l'Américain Ted Ligety (24), le Suisse Michael von Grünigen (23) et l'Autrichien Marcel Hirscher (17).
Souvent galvanisé par l'ambiance surchauffée des courses à domicile, Tomba a remporté énormément de victoires en Italie (14). Il possède également plusieurs pistes fétiches. Il a notamment largement contribué à faire rentrer la Gran Risa d'Alta Badia à la postérité, piste sur laquelle il s'est imposé quatre fois en géant. En slalom, bien qu'il se soit imposé cinq fois à Sestrières, la piste de ses plus beaux faits d'armes fut celle de Madonna di Campiglio sur laquelle il s'est souvent imposé avec brio. Tomba a en outre inscrit son nom au palmarès des plus belles classiques de la Coupe du monde (Alta Badia, Adelboden et Kranjska Gora en géant. Wengen, Garmisch, Kitzbühel et Schladming en slalom).
En outre, fort d'une longévité exceptionnelle au plus haut niveau, Tomba a toujours gagné de 1988 à 1998 au moins une fois par saison avec une pointe à onze victoires qui lui permet de remporter le général en 1995.
L'Italien détient par ailleurs le record du plus grand nombre de courses gagnées consécutivement dans une discipline avec sept slaloms de rang en 1995 qui fut sa grande saison en Coupe du monde.
| Édition / Épreuve | Slalom                                                                           | Slalom géant                                             | Total |
| ----------------- | -------------------------------------------------------------------------------- | -------------------------------------------------------- | ----- |
| 1988              | Sestrières Madonna di Campiglio Kranjska Gora Bad Kleinkirchheim Åre Oppdal      | Sestrières Alta Badia Saas-Fee                           | 9     |
| 1989              | Madonna di Campiglio                                                             |                                                          | 1     |
| 1990              | Waterville Valley Geilo Sälen                                                    |                                                          | 3     |
| 1991              | Sestrières                                                                       | Alta Badia Kranjska Gora Hafjell Aspen Waterville Valley | 6     |
| 1992              | Park City Sestrières Kranjska Gora Kitzbühel Wengen Crans Montana                | Park City Alta Badia Saas-Fee                            | 9     |
| 1993              | Garmisch                                                                         |                                                          | 1     |
| 1994              | Stoneham Sestrières Chamonix Garmisch                                            |                                                          | 4     |
| 1995              | Tignes Sestrières Lech am Arlberg I Lech am Arlberg II Garmisch Kitzbühel Wengen | Alta Badia Kranjska Gora Adelboden Bormio                | 11    |
| 1996              | Madonna di Campiglio Kranjska Gora Flachau                                       |                                                          | 3     |
| 1997              | Schladming                                                                       |                                                          | 1     |
| 1998              | Schladming Crans Montana                                                         |                                                          | 2     |
| Total             | 35                                                                               | 15                                                       | 50    |

#### Performances générales
L'Italien compte seulement 153 départs en coupe du monde malgré 13 saisons au plus haut niveau, ce qui s'explique par l'absence de volonté chez Tomba de disputer les disciplines de vitesse. Sa polyvalence aurait pu lui permettre d’enchaîner vitesse et technique et de gagner ainsi des combinés comme le prouve son début de carrière durant lequel il dispute les super G avec réussite.En effet, il n'a jamais quitté les points et finit dans le top 10 de dix super G sur les onze disputés. Il mettra un terme à la vitesse après une chute en 1989 qui le laissera presque sur le carreau à Val-d'Isère.
Dans ses disciplines fortes, Tomba fut très régulier durant la majeure partie de sa carrière. Ce n'est qu'en fin de carrière que ses statistiques commencèrent à légèrement décliner. En géant, il a fini dans les dix meilleurs de 55 courses et signé 31 podiums sur 64 disputées. Le bilan est encore plus impressionnant en slalom puisqu'il a été dans les dix meilleurs de 65 courses sur 77 disputées, ce qui est exceptionnel dans une discipline présentant autant de risques d'élimination.
| Résultat  | Slalom | Géant | Super G | Parallèle | Total |
| --------- | ------ | ----- | ------- | --------- | ----- |
| 1re place | 35     | 15    | 0       | 0         | 50    |
| 2e place  | 15     | 11    | 0       | 0         | 26    |
| 3e place  | 7      | 5     | 0       | 0         | 12    |
| Top 10    | 65     | 50    | 10      | 1         | 126   |
| Points    | 66     | 55    | 11      | 0         | 132   |
| Autres    | 11     | 9     | 0       | 1         | 21    |
| Départs   | 77     | 64    | 11      | 1         | 153   |

### Championnats du monde juniors
Alberto a participé à une édition des Championnats du monde juniors en 1983 avec pour résultat une seizième place lors du slalom dominé par le Yougoslave Rok Petrovič.
| Épreuve / Édition        | Slalom |
| ------------------------ | ------ |
| Mondiaux 1983 Sestrières | 16e    |

### Arlberg-Kandahar
- Vainqueur des slaloms 1993 à Garmisch et 1994 à Chamonix

## Distinctions
- (Croce d'oro al merito dell'esercito) (en 1992[94])

## Hommage
Le 7 mai 2015, en présence du président du Comité national olympique italien (CONI), Giovanni Malagò, a été inauguré  le Walk of Fame du sport italien dans le parc olympique du Foro Italico de Rome, le long de Viale delle Olimpiadi. 100 tuiles rapportent chronologiquement les noms des athlètes les plus représentatifs de l'histoire du sport italien. Sur chaque tuile figure le nom du sportif, le sport dans lequel il s'est distingué et le symbole du CONI. L'une de ces tuiles lui est dédiée .

## Récompenses
- Sportif Italien de l'année La Gazzetta dello Sport (1988, 1992, 1994 et 1995)
- Médaille d'or de la valeur athlétique (1988, 1991, 1992 et 1995[96])
- Nettuno d'oro (1996[97])
- Guirlande d'honneur (1999[98])
- Membre de la Laureus World Sports Academy depuis 2000[99].
- Athlète du siècle par le CONI en 2014[100]
- Collier d'Or de l'Ordre olympique[101]